# Koivusaari (ö i Finland, Norra Savolax, Norra Savolax, lat 63,52, long 27,02)
Koivusaari är en ö i Finland. Den ligger i sjön Haapajärvi och i kommunen Idensalmi i den ekonomiska regionen  Övre Savolax ekonomiska region  och landskapet Norra Savolax, i den centrala delen av landet, 400 km norr om huvudstaden Helsingfors. Öns area är 12,4 hektar och dess största längd är 0,7 kilometer i sydöst-nordvästlig riktning.